# 俞汝勤
俞汝勤（1935年—），男，湖南长沙人，中国化学家，中国科学院院士，曾任湖南大学校长。

## 生平
1935年出生于湖南长沙，1959年毕业于苏联列宁格勒大学化学系，后担任湖南大学校长。

## 学术贡献
长期从事分析化学基础与应用的教学和研究，长于有机分析试剂和化学计量学研究。在有机试剂用于电化学、催化动力学及光度分析的研究方面合成了一系列新的有机分析试剂，研制了可测试10余种离子和药物的电化学传感器，发现了多种新的催化动力学反应并研制了多种增敏分析试剂。
80年代开始化学计量学研究，在多元校正、滤波方法等方面取得成果。主持完成的“氟离子电极研究”获1978年全国科学大会奖；“有机试剂用于电化学、催化动力学及光度分析”获1987年国家自然科学三等奖；“多组份分析体系分类理论及化学计量学算法研究”获1995年国家教委科技进步一等奖，“复杂体系成分分析及波谱结构解析的化学计量学方法研究”获2003年国家自然科学二等奖。

## 著作
著有《现代分析化学的信息理论基础》、《化学计量学导论》等。